# Iljaz Çeço
Iljaz Çeço (ur. 1 listopada 1947) – były albański piłkarz występujący na pozycji pomocnika.

## Życiorys
Niemal całą karierę spędził grając w Dinamie Tirana, z którym zdobył cztery mistrzostwa Albanii.
W drużynie narodowej wystąpił osiem razy. Debiutował 11 października 1964 w meczu z Algierią. Do dziś jest najmłodszym w historii reprezentantem Albanii.